# Port lotniczy Seul-Inczon
Port lotniczy Seul-Inczon (ang.: Incheon International Airport, kor.: 인천국제공항, kod IATA: ICN, kod ICAO: RKSI) – główne międzynarodowe lotnisko Korei Południowej, położone na wyspie opodal miasta Inczon, 52 km na zachód od Seulu. Jest największym portem lotniczym kraju i jednym z najruchliwszych portów przesiadkowych Azji. W 2005 obsłużył około 30 mln pasażerów.
Port lotniczy Inczon przejął rolę międzynarodowego portu Korei Południowej od portu lotniczego Seul-Gimpo, z którym jest połączony specjalnie wybudowaną autostradą. Natomiast port lotniczy Gimpo obecnie pełni głównie rolę lotniska krajowego, ale posiada również międzynarodowe połączenia z portem lotniczym Tokio-Haneda w Japonii i kilkoma innymi miastami w Azji Wschodniej.
Seul-Inczon posiada pole golfowe, spa, prywatne pokoje do spania, lodowisko, kasyno, ogrody (zadaszone), oraz Muzeum Kultury Korei.

## Charakterystyka
Port lotniczy Seul-Inczon znajduje się na zachód od Inczon, na wyspie Yeongjong-Yongyu na zachodnim wybrzeżu. W przeszłości istniały dwie odrębne wyspy Yeongjong i Yongyu, ale zostały połączone. Obie wyspy były częścią miasta Inczon.
Jest połączony z lądem przez Incheon International Airport Expressway (Autostrada 130), z którym jej częścią jest most Yeongjong. Autostrada również łączy Port lotniczy Seul-Gimpo, który obsługuje połączenia krajowe. Lotnisko jest obsługiwane przez często kursujące autobusy ze wszystkich części Korei Południowej, jak również przez tradycyjne usługi promowe pomiędzy Yeongjong oraz Inczonem. Limuzyny z lotniska są dostępne przez całą dobę do Seulu i Inczon.
Port lotniczy Seul-Inczon jest połączony koleją z Portem lotniczym Seul-Gimpo oraz metrem liniami 5 i 9, które zostały otwarte 23 marca 2007. i rozbudowane w grudniu 2010 r. łącząc lotnisko z liniami 2, 4 i 6.
Port lotniczy otrzymał nagrodę Best in Service Award in Class na 1. Międzynarodowej Konferencji na temat jakość produktów i usług lotnisk przez IATA i Airports Council International (ACI), i został sklasyfikowany na miejscu drugim w rankingu Najlepsze lotniska na świecie, za Portem lotniczym Hongkong, a przed Portem lotniczym Singapur-Changi.
Terminal na lotnisku ma 74 bramek, 44 w terminalu głównym i 30 w Pirsie A.

## Historia

Położenie lotniska

Po Igrzyskach Olimpijskich w Seulu w 1988 roku, międzynarodowy ruchu lotniczy do Korei wzrósł w niesamowitym tempie. Szczególnie w latach 90 XX wieku, okazało się, że Port lotniczy Gimpo nie nadąża za wzrostem ruchu lotniczego. W związku z tym, aby odciążyć Port lotniczy Gimpo, a także wybudować nowy port lotniczy, który może stać się centrum ruchu lotniczego w regionie, budowę lotniska rozpoczęto w listopadzie 1992 roku. Lotnisko zostało zbudowane na sztucznie utworzonym terenie między wyspami Yeongjong i Yongyu. Budowa trwała osiem lat, a kolejne sześć miesięcy trwały testy. Port lotniczy został oficjalnie otwarty w marcu 2001 roku.
Po pierwszy otwarciu lotnisko, było wiele problemów, większość z nich tyczyło się systemów obsługi bagażu. W rzeczywistości problem ten został odkryty w fazie testów, ale nie został naprawiony. W rezultacie, przez miesiąc po otwarciu lotniska, system miał być operowany w trybie półautomatycznym. Niemniej jednak, większość problemów zostało rozwiązanych w ciągu miesiąca, a lotnisko działało już normalnie.
Po atakach z 11 września 2001, system bezpieczeństwa portu lotniczego został zmodernizowany, jak również wyposażenie medyczne w związku z różnymi epidemiami występującymi w krajach sąsiednich.
Na początku 2002, okazało się, że lotnisko będzie przepełnione w roku 2006. W rezultacie w lutym 2002 r, została rozpoczęta budowa drugiego etapu. Pierwotnie budowa miała się zakończyć do grudnia 2008. Jednak ze względu na Igrzyska Olimpijskie w Pekinie w 2008 r., harmonogram budowy został zmodyfikowany w celu umożliwienia ukończenia budowy w lipcu 2008 roku.
W dalszej rozbudowie, Inczon i główna koreańsa firma logistyczna (spółka zależna od Korean Air) Hanjin Corporation podpisały umowę 10 stycznia 2008 r. dotyczącą zbudowania dziewięciopiętrowego szpitala w pobliżu lotniska. Po zakończeniu budowy w 2011, Yeongjong Medical Centre ma służyć okolicznym mieszkańcom i 30 000 krajowych i zagranicznych turystów, którzy przybywają na leczenie do Korei.

## Etapy budowy

### Faza pierwsza
W fazie 1, port lotniczy miał pojemność 30 milionów pasażerów rocznie i 1,7 miliona ton towarów rocznie. W tej fazie wybudowano terminal pasażerski o powierzchni użytkowej 496 000 metrów kwadratowych, dwa równoległe pasy startowe, wieżę kontrolną, budynek administracyjny, centrum transportu, i zintegrowanego centrum operacji, trzy terminale cargo, międzynarodowe centrum biznesowe, oraz budynek rządowy.

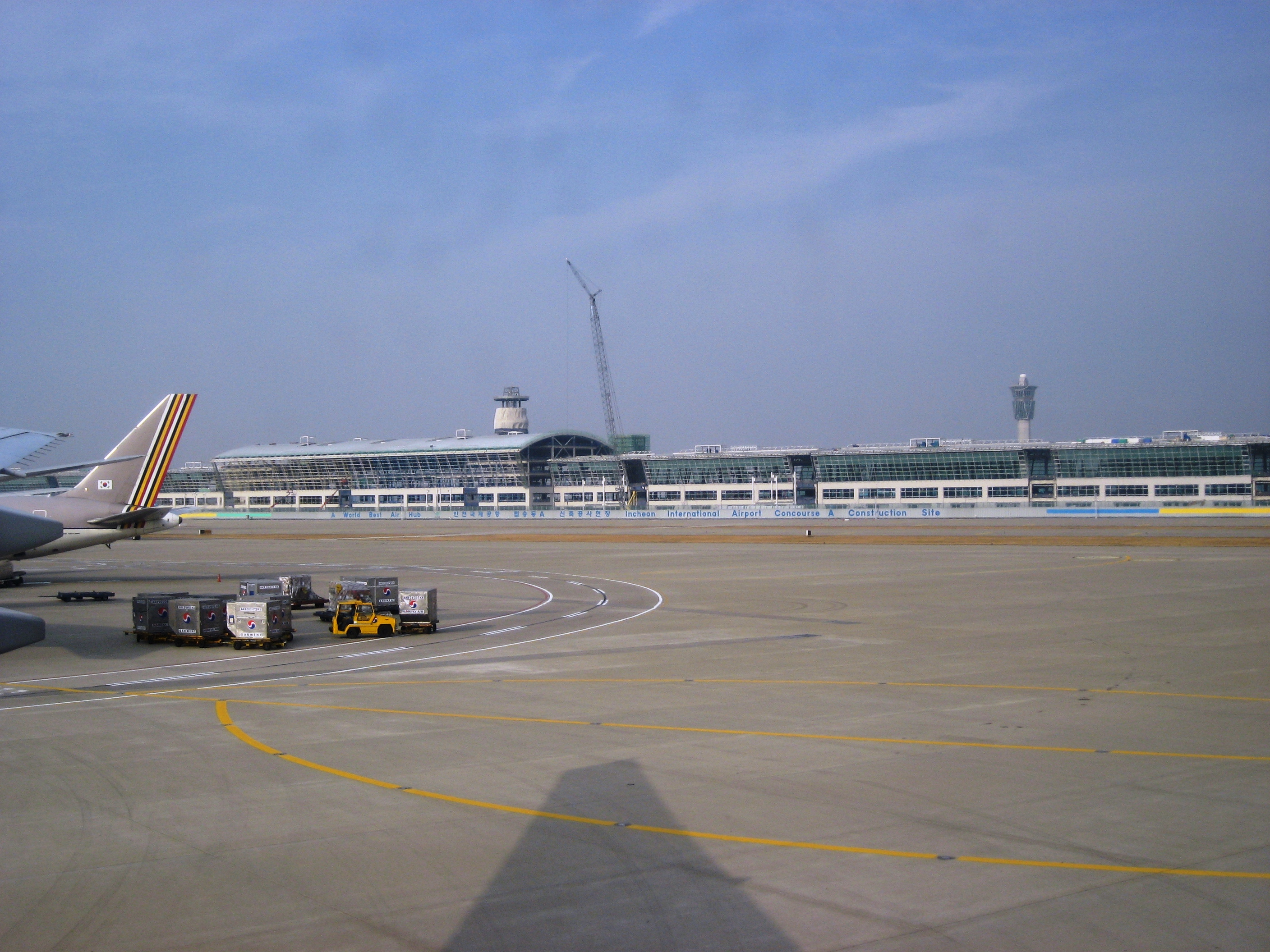
Nowy budynek satelitarny w trakcie budowy

### Faza druga
Faza 2 budowy rozpoczęła się w 2002 r. została zakończona 20 czerwca 2008 roku. W tej fazie budowy, wybudowano trzeci pas startowy o długości 4000 metrów oraz 13-hektarowy teren terminalu cargo. Wybudowano tunel o długości 870 metrów (2850 stóp) oraz pociąg wahadłowy pomiędzy terminalami.
Po zakończeniu, port lotniczy ma roczną zdolność 410 000 operacji 44 mln pasażerów, a prawie 4,5 miliona ton ładunków.

### Faza trzecia
Rząd Korei Południowej zainwestował w rozbudowę która rozpoczęła się w 2011 roku około 4 miliardów wonów. Prace zakończono w 2017 r. Dodano drugi terminal pasażerski w północnej części lotniska i rozbudowano obecny terminal cargo. Terminale są połączone ze sobą poprzez podziemną kolejkę. Obecnie port lotniczy jest w stanie obsłużyć 62 mln pasażerów i 5,8 mln ton ładunków rocznie. Plany obejmują również dodanie hangarów do samolotów i rozszerzenie linii kolejowej do centrum Seulu.

### Faza czwarta
Szacuje się, że ostateczna rozbudowa lotniska zakończy się w 2020. Po zakończeniu, lotniska będzie miało dwa terminale pasażerskie, cztery satelitarne pirsy, 128 bramek i pięć pasów równoległych (jeden wyłącznie dla lotów towarowych). Będzie w stanie obsłużyć 100 mln pasażerów oraz 7 mln ton ładunków rocznie. Lotnisko ma się przekształcić w jeden z dziesięciu najbardziej ruchliwych lotniska na świecie do roku 2020.

## Linie lotnicze i połączenia
| Linia lotnicza                | Kierunek |
| ----------------------------- | --- |
| Aero K                        | 1. Hanoi 2. Kaohsiung 3. Nha Trang 4. Osaka-Kansai 5. Pakxe 6. Qionghai 7. Tokio-Narita |
| Aeroméxico                    | 1. Meksyk-Benito Juárez |
| Aero Mongolia                 | 1. Ułan Bator |
| AirAsia                       | 1. Kota Kinabalu |
| AirAsia X                     | 1. Kuala Lumpur |
| Air Astana                    | 1. Ałmaty 2. Astana |
| Air Busan                     | 1. Bangkok-Suvarnabhumi 2. Fukuoka 3. Nha Trang 4. Osaka-Kansai 5. Sapporo-Chitose 6. Tagbilaran 7. Tokio-Narita 8. Wientian |
| Air Canada                    | 1. Toronto-Pearson 2. Vancouver Sezonowo: 1. Montreal-Trudeau |
| Air China                     | 1. Chengdu-Tianfu 2. Chongqing 3. Hangzhou 4. Pekin 5. Tencin 6. Wenzhou 7. Yanji |
| Air France                    | 1. Paryż-Charles de Gaulle |
| Air India                     | 1. Delhi |
| Air Japan                     | 1. Tokio-Narita |
| Air Macau                     | 1. Makau |
| Air Premia                    | 1. Bangkok-Suvarnabhumi 2. Đà Nẵng 3. Hongkong 4. Los Angeles 5. Newark 6. San Francisco 7. Tokio-Narita Czarter: 1. Barcelona 2. Dhaka 3. Oslo-Gardermoen |
| Air Seoul                     | 1. Đà Nẵng 2. Fukuoka 3. Nha Trang 4. Osaka-Kansai 5. Sapporo-Chitose 6. Takamatsu 7. Tokio-Narita 8. Yonago 9. Zhangjiajie |
| American Airlines             | 1. Dallas-Fort Worth |
| Asiana Airlines               | 1. Ałmaty 2. Asahikawa 3. Bangkok-Suvarnabhumi 4. Barcelona 5. Changchun 6. Changsha 7. Chengdu-Tianfu 8. Chiang Mai 9. Chongqing 10. Clark 11. Dalian 12. Dżakarta 13. Đà Lạt 14. Đà Nẵng 15. Delhi 16. Frankfurt 17. Fukuoka 18. Guangzhou 19. Guilin 20. Hangzhou 21. Hanoi 22. Harbin 23. Ho Chi Minh 24. Hongkong 25. Honolulu 26. Kair 27. Kumamoto 28. Londyn-Heathrow 29. Los Angeles 30. Mactan 31. Manila 32. Miyazaki 33. Nagoja 34. Naha 35. Nankin 36. Nowy Jork-JFK 37. Osaka-Kansai 38. Paryż-Charles de Gaulle 39. Pekin-Capital 40. Phnom Penh 41. Phuket 42. Praga 43. Qingdao 44. Rzym-Fiumicino 45. San Francisco 46. Sapporo-Chitose 47. Seattle-Tacoma 48. Sendai 49. Shenzhen 50. Singapur 51. Stambuł 52. Sydney 53. Szanghaj-Pudong 54. Taizhong 55. Tajpej-Taiwan Taoyuan 56. Taszkent 57. Tiencin 58. Tokio-Haneda 59. Tokio-Narita 60. Ułan Bator 61. Xi’an 62. Yancheng-Nanyang 63. Yanji Sezonowo: 1. Kota Kinabalu 2. Melbourne Sezonowe czartery: 1. Ateny 2. Saipan 3. Tagbilaran |
| Batik Air Malaysia            | 1. Kuala Lumpur |
| Beijing Capital Airlines      | 1. Qingdao |
| Cathay Pacific                | 1. Hongkong |
| Cebu Pacific                  | 1. Cebu 2. Manila |
| Centrum Air                   | 1. Taszkent |
| China Airlines                | 1. Kaohsiung 2. Tajpej-Taiwan Taoyuan |
| China Eastern Airlines        | 1. Hangzhou 2. Kunming 3. Nankin 4. Pekin-Daxing 5. Qingdao 6. Szanghaj-Pudong 7. Weihai 8. Wuxi 9. Xi'an 10. Yanji 11. Zhengzhou |
| China Southern Airlines       | 1. Changchun 2. Changsha 3. Dalian 4. Guangzhou 5. Harbin 6. Huangshan 7. Mudanjiang 8. Pekin-Daxing 9. Szanghaj-Pudong 10. Shenyang 11. Shenzhen 12. Wuhan 13. Yanji 14. Zhengzhou |
| Delta Air Lines               | 1. Atlanta 2. Detroit 3. Minneapolis-St. Paul 4. Salt Lake City (od 12 czerwca 2025) 5. Seattle-Tacoma |
| Eastar Jet                    | 1. Bangkok-Suvarnabhumi 2. Đà Nẵng 3. Fukuoka 4. Nha Trang 5. Osaka-Kansai 6. Szanghaj-Pudong 7. Tajpej-Taiwan Taoyuan 8. Tokio-Narita 9. Zhengzhou |
| Emirates                      | 1. Dubaj |
| Ethiopian Airlines            | 1. Addis Abeba 2. Tokio-Narita |
| Etihad Airways                | 1. Abu Zabi |
| EVA Air                       | 1. Kaohsiung 2. Tajpej-Taiwan Taoyuan |
| Finnair                       | 1. Helsinki |
| Garuda Indonesia              | 1. Denpasar 2. Dżakarta |
| Greater Bay Airlines          | 1. Hongkong |
| Hainan Airlines               | 1. Haikou |
| Hawaiian Airlines             | 1. Honolulu |
| HK Express                    | 1. Hongkong |
| Hong Kong Airlines            | 1. Hongkong |
| Jeju Air                      | 1. Bangkok-Suvarnabhumi 2. Batam 3. Cebu 4. Chiang Mai 5. Clark 6. Đà Lạt 7. Đà Nẵng 8. Denpasar 9. Fukuoka 10. Guam 11. Hanoi 12. Harbin 13. Hiroszima 14. Ho Chi Minh 15. Hongkong 16. Jiamusi 17. Kagoshima 18. Kota Kinabalu 19. Makau 20. Manila 21. Matsuyama 22. Nagoja 23. Naha 24. Nha Trang 25. Osaka-Kansai 26. Ōita 27. Phú Quốc 28. Qingdao 29. Saipan 30. Sapporo-Chitose 31. Shizuoka 32. Tagbilaran 33. Tajpej-Taiwan Taoyuan 34. Tokio-Narita 35. Ułan Bator 36. Wientian 37. Weihai 38. Yanji Czartery: 1. Manado |
| Jetstar                       | 1. Brisbane 2. Sydney |
| Jin Air                       | 1. Bangkok-Suvarnabhumi 2. Cebu 3. Chiang Mai 4. Clark 5. Đà Nẵng 6. Fukuoka 7. Guam 8. Hongkong 9. Kitakiusiu 10. Kota Kinabalu 11. Makau 12. Nagoja 13. Naha 14. Nha Trang 15. Osaka-Kansai 16. Phú Quốc 17. Qingdao 18. Sapporo-Chitose 19. Shimojishima 20. Taizhong 21. Tajpej-Taiwan Taoyuan 22. Tokio-Narita Sezonowo: 1. Phuket 2. Wientian |
| KLM                           | 1. Amsterdam |
| Korean Air                    | 1. Amsterdam 2. Aomori 3. Atlanta 4. Auckland 5. Bangkok-Don Muang 6. Bangkok-Suvarnabhumi 7. Barcelona 8. Boston 9. Brisbane 10. Budapeszt 11. Cebu 12. Changsha 13. Chiang Mai 14. Chicago-O'Hare 15. Daegu 16. Dalian 17. Dallas-Fort Worth 18. Delhi 19. Denpasar 20. Dubaj 21. Dżakarta 22. Đà Nẵng 23. Frankfurt 24. Fukuoka 25. Guam 26. Guangzhou 27. Hangzhou 28. Hanoi 29. Hefei 30. Ho Chi Minh 31. Hongkong 32. Honolulu 33. Kagoshima 34. Katmandu 35. Komatsu 36. Kuala Lumpur 37. Kunming 38. Las Vegas 39. Londyn-Heathrow 40. Los Angeles 41. Makau 42. Madryt 43. Manila 44. Mediolan-Malpensa 45. Mudanjiang 46. Nagasaki 47. Nagoja 48. Naha 49. Nankin 50. Nha Trang 51. Niigata 52. Nowy Jork-JFK 53. Okayama 54. Osaka-Kansai 55. Ōita 56. Paryż-Charles de Gaulle 57. Pekin-Capital 58. Phnom Penh 59. Phuket 60. Phú Quốc 61. Praga 62. Pusan 63. Rangun 64. Qingdao 65. Rzym-Fiumicino 66. San Francisco 67. Sapporo-Chitose 68. Seattle-Tacoma 69. Shenyang 70. Shenzhen 71. Singapur 72. Stambuł 73. Sydney 74. Szanghaj-Pudong 75. Taizhong 76. Tajpej-Taiwan Taoyuan 77. Tiencin 78. Tokio-Haneda 79. Tokio-Narita 80. Toronto-Pearson 81. Ułan Bator 82. Vancouver 83. Waszyngton-Dulles 84. Wiedeń 85. Wuhan 86. Xiamen 87. Xi'an 88. Yanji 89. Zhangjiajie 90. Zhengzhou Sezonowo: 1. Siem Reap 2. Urumczi 3. Zurych Sezonowe czartery: 1. Ateny 2. Dubrownik 3. Krabi 4. Oslo-Gardermoen 5. Zagrzeb |
| Lao Airlines                  | 1. Wientian |
| LOT                           | 1. Warszawa-Chopin 2. Wrocław |
| Lufthansa                     | 1. Frankfurt 2. Monachium |
| Malaysia Airlines             | 1. Kuala Lumpur |
| MIAT Mongolian Airlines       | 1. Ułan Bator |
| Myanmar Airways International | 1. Rangun |
| Peach                         | 1. Osaka-Kansai 2. Tokio-Haneda |
| Philippine Airlines           | 1. Cebu 2. Manila |
| Philippine AirAsia            | 1. Manila |
| Qatar Airways                 | 1. Doha |
| Qingdao Airlines              | 1. Qingdao |
| Royal Brunei Airlines         | 1. Brunei |
| SAS                           | 1. Kopenhaga (od 12 września 2025) |
| Saudia                        | 1. Rijad |
| Scoot                         | 1. Singapur 2. Tajpej-Taiwan Taoyuan |
| Shandong Airlines             | 1. Jinan 2. Qingdao 3. Yantai-Penglai |
| Shanghai Airlines             | 1. Szanghaj-Pudong |
| Shenzhen Airlines             | 1. Shenzhen 2. Wuxi |
| Sichuan Airlines              | 1. Chengdu-Tianfu |
| Singapore Airlines            | 1. Singapur |
| Sky Angkor Airlines           | 1. Phnom Penh 2. Siem Reap |
| Spring Airlines               | 1. Szanghaj-Pudong 2. Shijiazhuang 3. Yangzhou |
| SriLankan Airlines            | 1. Kolombo |
| Swiss International Air Lines | 1. Zurych |
| Thai AirAsia X                | 1. Bangkok-Don Muang |
| Thai Airways International    | 1. Bangkok-Suvarnabhumi |
| Tianjin Airlines              | 1. Tiencin |
| Tigerair Taiwan               | 1. Tajpej-Taiwan Taoyuan |
| Turkish Airlines              | 1. Stambuł |
| T'way Air                     | 1. Bangkok-Don Muang 2. Bangkok-Suvarnabhumi 3. Barcelona 4. Biszkek 5. Cebu 6. Đà Nẵng 7. Frankfurt 8. Fukuoka 9. Guam 10. Haikou 11. Hanoi 12. Ho Chi Minh 13. Hongkong 14. Jinan 15. Kalibo 16. Kaohsiung 17. Kota Kinabalu 18. Naha 19. Nha Trang 20. Osaka-Kansai 21. Qingdao 22. Paryż-Charles de Gaulle 23. Pekin 24. Pekin-Daxing 25. Rzym-Fiumicino 26. Saipan 27. Sanya 28. Sapporo-Chitose 29. Shenyang 30. Singapur 31. Sydney 32. Taizhong 33. Tokio-Narita 34. Toyama 35. Wientian 36. Wuhan Sezonowo: 1. Chiang Mai 2. Kagoshima 3. Kumamoto 4. Ōita 5. Saga 6. Ułan Bator 7. Zagrzeb |
| United Airlines               | 1. San Francisco |
| Uzbekistan Airways            | 1. Taszkent |
| VietJet Air                   | 1. Đà Lạt 2. Đà Nẵng 3. Hanoi 4. Ho Chi Minh 5. Nha Trang 6. Phú Quốc |
| Vietnam Airlines              | 1. Đà Nẵng 2. Hanoi 3. Ho Chi Minh 4. Nha Trang |
| WestJet                       | Sezonowo: 1. Calgary |
| XiamenAir                     | 1. Fuzhou 2. Xiamen |
| Zipair Tokyo                  | 1. Tokio-Narita |

### Cargo
- AirBridgeCargo Airlines (Moskwa-Domodiedowo, Moskwa-Szeremietiewo, Sankt Petersburg)
- Air France Cargo (Paryż-Charles de Gaulle)
- Air Hong Kong (Hongkong)
- All Nippon Airways & JP Express (Osaka-Kansai, Tokio-Narita)
- ANA Cargo (Osaka-Kansai, Tokio-Narita)
- Asiana Cargo
- Atlas Air (Hongkong)
- Avial NV
- British Airways World Cargo (Londyn-Heathrow)
- Cargo 360 (Chicago-O’Hare)
- Cargolux (Luksemburg)
- Cathay Pacific Cargo (Hongkong)
- China Cargo Airlines (Szanghaj)
- China Postal Airlines
- China Airlines Cargo (Tajpej-Taiwan Taoyuan)
- Coyne Airways
- DHL
- El Al Cargo (Hongkong, Tel Awiw)
- FedEx Express (Anchorage, Cebu, Indianapolis, Dżakarta, Newark, Penang, Subic)
- Focus Air Cargo
- Gemini Air Cargo (Miami, Nowy Jork-JFK)
- Great Wall Airlines
- Jade Cargo International
- Japan Airlines Cargo (Tokio-Narita)
- Kalitta Air (Hongkong, San Francisco)
- KLM Cargo (Amsterdam)
- Korean Air Cargo
- Krylo Airlines
- Lufthansa Cargo (Bahrajn, Kolonia/Bonn, Lipsk/Halle)
- Malaysia Airlines Kargo (Kuala Lumpur)
- Martinair Cargo
- Nippon Cargo Airlines (Osaka-Kansai, Tokio-Narita)
- NWA Cargo (Anchorage, Los Angeles, Tokio-Narita, Wilmington)
- Polar Air Cargo (Hongkong, Los Angeles)
- Russian Sky Airlines
- Shanghai Airlines Cargo (Szanghaj)
- Singapore Airlines Cargo (Singapur)
- Southern Air (Pekin, Hongkong, San Francisco)
- TNT Airways
- Tradewinds Airlines
- United Parcel Service (Anchorage, Dubaj, Hongkong, Kolonia/Bonn, Manila-Clark, Tajpej-Taiwan Taoyuan)
- World Airways (Anchorage, Hongkong)
- Yangtze River Express (Hangzhou, Qingdao)

## Transport

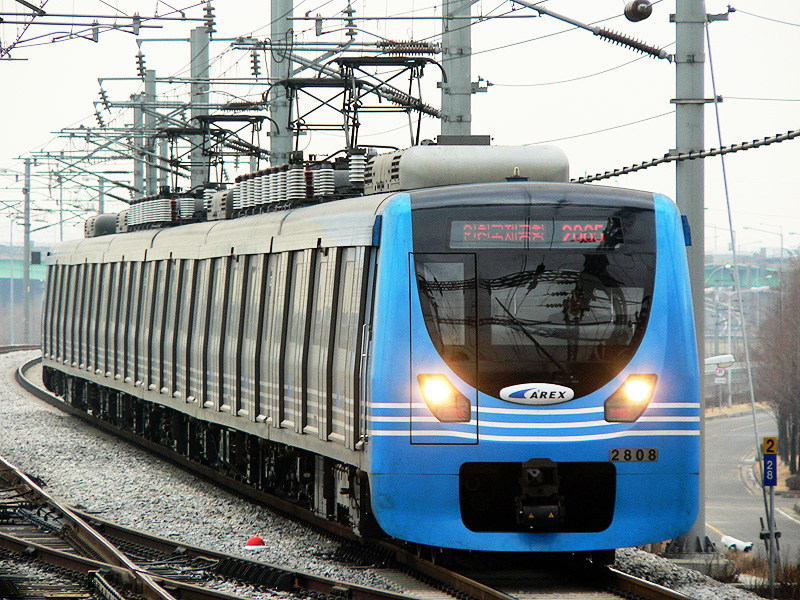
A'REX (Incheon International Airport Railroad) EMU serii 2000

### Kolej
Stacja kolejowa pociągu AREX znajduje się w Centrum Transportowym obok głównego budynku terminalu i umożliwia szybkie połączenie z lotniskiem Gimpo i Seulem. Pociągi AREX mogą się rozpędzać do 120 km/h, prawie dwa razy szybciej niż zwykły pociąg metra. Pasażerowie mają do wyboru szybkie połączenia zatrzymujące się tylko w Inczonie i w Seulu, które trwa 43 minut, ale kursują one tylko co pół godziny lub zatrzymujące się na wszystkich stacjach, z nieco dłuższy czas przejazdu 53 minut, ale kursujące częściej, co sześć minut. Wiele stacji wzdłuż linii AREX połączonych jest ze stacjami metra.

### Samochodem
Lotnisko prowadzi krótkoterminowy parking dla 4000 samochodów i długoterminowy parking dla 6000 samochodów. Wahadłowe połączenia łączy długoterminowy parking z terminalem pasażerskim oraz terminalem cargo. Wynajem samochodów znajduje się w pobliżu parkingów długoterminowych. Połączenie na ląd jest możliwe przez Most Yeongjong i autostradę.

### Taksówki
Taksówki są dostępne w trzech różnych kolorach: biały (srebrny lub żółty, pomarańczowy), czarny i pomarańczowy. Taksówki zwykłe (일반 택시; ilban taeksi) są w kolorze białym lub żółtym z kolorowym, plastikowym elementem na dachu samochodu. Taksówki Deluxe (모범 택시; mobeom taeksi) są w kolorze czarnym ze złotem akcentem/paskiem i są droższe niż zwykłe taksówki. Dostępne są także Taksówki międzynarodowe (국제 택시; gukjae taxi), który ma zwrot „Taxis International”, napisane na stronie. Taksówki International są rzadkie w Seulu. Są koloru pomarańczowego, w wersji zwykłej. Międzynarodowe taksówki posiadają kierowców mówiących po angielsku, japońsku i chińsku. Informacje i rezerwację można znaleźć na http://www.intltaxi.co.kr/.

### Prom
Prom łączy wyspę Yeongjong-do z lądem. Jednakże stacja znajduje się w znacznej odległości od lotniska i alternatywnych środków transportu, należy szukać go po przybyciu na wyspę, aby móc dostać się na lotnisko.